# Citheronia hamifera
Citheronia hamifera är en fjärilsart som beskrevs av Rothschild 1907. Citheronia hamifera ingår i släktet Citheronia och familjen påfågelsspinnare. Inga underarter finns listade i Catalogue of Life.